# 小林茉里奈
小林 茉里奈（こばやし まりな、 1996年〈平成8年〉2月24日 - ）は、セント・フォース所属のフリーアナウンサー。元福岡放送 (FBS）アナウンサー、女性アイドルグループAKB48の元メンバー。
夫はサッカー選手の新里涼。

## 略歴
2010年3月、AKB48の第10期研究生オーディションに合格し、同年6月20日に研究生「シアターの女神」公演において、AKB48劇場公演デビューした。
研究生であった2011年9月20日に開催された『AKB48 24thシングル選抜じゃんけん大会』では4位となり、自身初の選抜入りを果たす。
2012年6月24日にさいたまスーパーアリーナで行われた「真夏のSounds good !」全国握手会において、伊豆田莉奈、小嶋菜月、藤田奈那、名取稚菜、森川彩香の5名とともに所属チームは未定ながら、正規メンバーへ昇格することが発表される。同年8月24日の『AKB48 in TOKYO DOME 〜1830mの夢〜』初日公演において、チームAへの所属が発表され、同年11月1日の新チーム体制移行により、チームAでの活動を開始した。
2014年2月24日にZepp DiverCityで開催された『AKB48グループ大組閣祭り〜時代は変わる。だけど、僕らは前しか向かねえ!〜』において、チーム4への異動が発表され、同年4月24日の新チーム体制移行によりチーム4へ異動した。
2015年7月11日のチーム4 「アイドルの夜明け」公演において、学業に専念するためAKB48を卒業することを発表した。8月5日に卒業公演が行われ、8月9日の千葉・幕張メッセでの「僕たちは戦わない」個別握手会をもってAKB48メンバーとしての活動を終了した。卒業公演のスピーチではアナウンサーになる夢を語った。AKB48には中学3年生から大学2年生の夏まで、約5年半在籍した。
大学2年のときにアナウンサーを目指して放送研究会に入り、アナウンススクールに通った。立教大学現代心理学部を卒業し、2018年4月に福岡放送へ入社した。 同期に澤田泰佑がいる。
入社後は研修を経て、2018年6月7日の『NNNストレイトニュース』枠の福岡ローカルニュースで初鳴き（アナウンサーデビュー）を迎えた。また、8月16日放送の全国放送『ヒルナンデス!』の中継コーナーに登場し、アドリブ力の高さが先輩アナウンサーやネット上から絶賛された。
2018年10月からは初のレギュラー番組『めんたい×家族』にリポーターとして出演する。
2020年9月25日をもって『めんたいワイド』から離れ、同月28日から『バリはやッ!ZIP!』のMCを務める。
2023年2月13日、サッカー選手の新里涼（当時J2・水戸ホーリーホックに所属）との結婚を発表した。同年4月から『めんたいワイド』のナレーションを務める。同年6月22日、自身のInstagramで、同月29日の番組出演を最後に福岡放送を退社することを発表した。
2023年7月31日、福岡放送を退社した。退社と同時に福岡県から茨城県へ引越した。
2023年9月1日、セント・フォースに所属したことを明らかにした。
2024年、新里のいわてグルージャ盛岡への移籍に伴い岩手県に移る。4月から『5きげんテレビ』（テレビ岩手）を始めとした岩手ローカルの番組にも出演している。
2025年春、新里のY.S.C.C.横浜への移籍に伴い神奈川県に拠点を移す。同年より、Y.S.C.C.横浜のスタジアムアナウンサーに就任。
2025年7月10日、第1子妊娠を報告。

## 人物
- 身長は158 cm[21]。
- 趣味は宝塚鑑賞で、大ファン[14]。渡辺麻友と交流が深く、AKB48在籍中は渡辺とともに「ヅカ部」を結成していた[14][32]。『バリはやッ!ZIP!』での先輩アナウンサー・財津ひろみの2018年11月の3日間休暇の代理MCで、タレントの川崎優と一緒にヅカ・ポーズを披露した[33]。

## 出演番組

### 福岡放送アナウンサーとして
- めんたいワイド[19]（2019年4月1日 - 2020年9月25日） - 中継・リポーター
- めんたい×家族（2018年10月12日 - 2020年9月26日） - リポーター[24]
- バリはやッ!ZIP!（2020年9月28日 - 2023年3月31日）- メインMC

### フリーアナウンサーとして
- 5きげんテレビ（テレビ岩手）（2024年4月8日 - ） - レポーター
- サタデーファンキーズα（岩手めんこいテレビ）（2024年6月1日） - レポーター
- 川崎競馬スパーキングトークLIVE（2024年 - 不定期出演（重賞開催日を除く2～4日目のいずれか）、YouTube 川崎競馬公式ch） - MC（同じ元AKB48の藤江れいなと交代で担当）
- Y.S.C.C.横浜スタジアムアナウンサー（2025年 - ）

## AKB48での参加楽曲

### シングルCD選抜楽曲
- 「桜の木になろう」に収録
  - 黄金センター - 「チーム研究生」名義
- 「Everyday、カチューシャ」に収録
  - アンチ - 「チーム研究生」名義
- 「風は吹いている」に収録
  - 蕾たち - 「チーム4+研究生」名義
- 上からマリコ
- 「GIVE ME FIVE!」に収録
  - ユングやフロイトの場合 - 「スペシャルガールズC」名義
- 「真夏のSounds good !」に収録
  - 3つの涙 - 「スペシャルガールズ」名義
- 「ギンガムチェック」に収録
  - あの日の風鈴 - 「ウェイティングガールズ」名義
- 「UZA」に収録
  - 孤独な星空 - 「Team A」名義
- 「永遠プレッシャー」に収録
  - 私たちのReason
- 「So long !」に収録
  - Ruby - 「Team A」名義
- 「さよならクロール」に収録
  - イキルコト - 「Team A」名義
- 「ハート・エレキ」に収録
  - キスまでカウントダウン - 「Team A」名義
- 「前しか向かねえ」に収録
  - 秘密のダイアリー - 「Baby Elephants」名義
- 「ラブラドール・レトリバー」に収録
  - ハートの脱出ゲーム - 「Team 4」名義
- 「希望的リフレイン」に収録
  - 目を開けたままのファーストキス - 「Team 4」名義
  - Reborn - 「チームサプライズ」名義

### アルバムCD選抜楽曲
- 『ここにいたこと』に収録
  - High school days - 「チーム研究生」名義
- 『1830m』に収録
  - 檸檬の年頃
  - さくらんぼと孤独 - 「研究生」名義
  - 青空よ 寂しくないか? - 「AKB48+SKE48+NMB48+HKT48」名義
- 『次の足跡』に収録
  - 確信がもてるもの - 「Team A」名義
- 『ここがロドスだ、ここで跳べ!』に収録
  - 涙は後回し - 「Team 4」名義

### その他の参加楽曲
- シングルCD「初恋は実らない」（おじゃる丸シスターズ名義、2011年5月11日）に収録
  - 初恋は実らない （NHKアニメ「おじゃる丸」第14シリーズ（2011年）のエンディング・テーマ）
  - かたつむり～おじゃる丸シスターズ・バージョン～ （おぐまなみが歌った第13シリーズエンディング・テーマをカバーしたもの）

### 劇場公演ユニット曲
チームA 5th Stage「恋愛禁止条例」
- 真夏のクリスマスローズ（バックダンサー）

研究生「シアターの女神」公演
- 嵐の夜には（金沢有希のユニットアンダー）

チームB 5th Stage「シアターの女神」
- ロマンスかくれんぼ（前座ガール）
- 嵐の夜には（宮崎美穂のユニットアンダー）
- キャンディー（増田有華・河西智美のユニットアンダー）

チームK 6th Stage「RESET」
- 檸檬の年頃（前座ガールズ）
- 制服レジスタンス（仁藤萌乃のユニットアンダー）
- 奇跡は間に合わない（野中美郷のユニットアンダー）
- 逆転王子様（峯岸みなみのユニットアンダー）

チームA 6th Stage「目撃者」
- ミニスカートの妖精（前座ガールズ）
- ☆の向こう側（小嶋陽菜のユニットアンダー）
- サボテンとゴールドラッシュ（前田亜美のユニットアンダー）

チーム4 1st Stage「僕の太陽」
- 愛しさのdefense[34]

研究生公演「RESET」
- 制服レジスタンス（髙島祐利奈のユニットアンダー）
- 奇跡は間に合わない（雨宮舞夏のユニットアンダー）
- 逆転王子様（村山彩希のユニットアンダー）

篠田チームA ウェイティング公演
- スカート、ひらり（チームA 1st Stage「PARTYが始まるよ」、岩田華怜・大島涼花のユニットアンダー）
- 天使のしっぽ（チームB 3rd Stage「パジャマドライブ」、大島涼花のユニットアンダー）
- 雨のピアニスト（チームS 2nd Stage「手をつなぎながら」、佐藤すみれのユニットアンダー）

横山チームA ウェイティング公演
- キャンディー（チームB 5th Stage「シアターの女神」、兒玉遥・渡辺麻友のユニットアンダー）
- 抱きしめられたら（チームK 5th Stage「逆上がり」、入山杏奈のユニットアンダー）

峯岸チーム4「アイドルの夜明け」公演
- 天国野郎